# برج و هتل بین‌المللی ترامپ (شیکاگو)

مقایسه ارتفاع بلندترین برج‌های آمریکا

برج و هتل بین‌المللی ترامپ (به انگلیسی: Trump International Hotel and Tower) نام یک برج مرتفع ۹۸ طبقه در شیکاگو در ایلینوی است.
این برج که در ۲۰۰۹ ساخته شد، ۴۲۴ متر ارتفاع دارد، که در سال ۲۰۰۹ دومین برج بلند کشور آمریکا بود.
معمار این برج پست‌مدرنیستی، شرکت اسکیدمور، اوینگز و مریل و ادرین اسمیت است.
این ساختمان، متعلق به دونالد ترامپ است.